# 杨岐乡
杨岐乡是中华人民共和国江西省萍乡市上栗县下辖的一个乡。

## 行政区划
杨岐乡下辖以下村级行政区划单位：
杨岐村、关上村、关下村、新坝村、南源村、保护村、金鸡村、卯田村、黄冲村、水井村、大坪村、清溪村、桃文村、石岭村和石源村。